# Michael Christophersen Ravn
Michael Christophersen Ravn (Raun), född omkring 1652, död 1 december 1692 i Gudmundtorp, Malmöhus län, var en svensk kyrkoherde, skald, musiker, tecknare och kopparstickare.
Han var son till kyrkoherden i Ronneby Christopher Findorph och Marie Jepersdatter Smith och från 1682 gift med Karna Nielsdotter Kråka. Ravn studerade från 1670 vid Lunds universitet och disputerade 1673. Han omnämns som rektor i Kristianopel och att han som fånge fördes till Danmark. Han utnämndes till kyrkoherde i Gudmundstorp och Hurva 1681 och var verksam där fram till sin död. Han utgav i Köpenhamn 1680 de tre böckerna som var översättningar av Maro Virgilius Georgica och Johan Warwichs Spare-Minuter som han själv illustrerade med ett antal kopparstick samt en hyllningsdikt till Karl XI:s och Ulrika Eleonoras intåg i Stockholm. Bland hans gravyrer märks porträttet av biskopen i Lund Canutus Hahn och en karta över Blekinge med generalguvernören Hans Wachtmeisters porträtt i ett av hörnen.